# Porzellankrebse

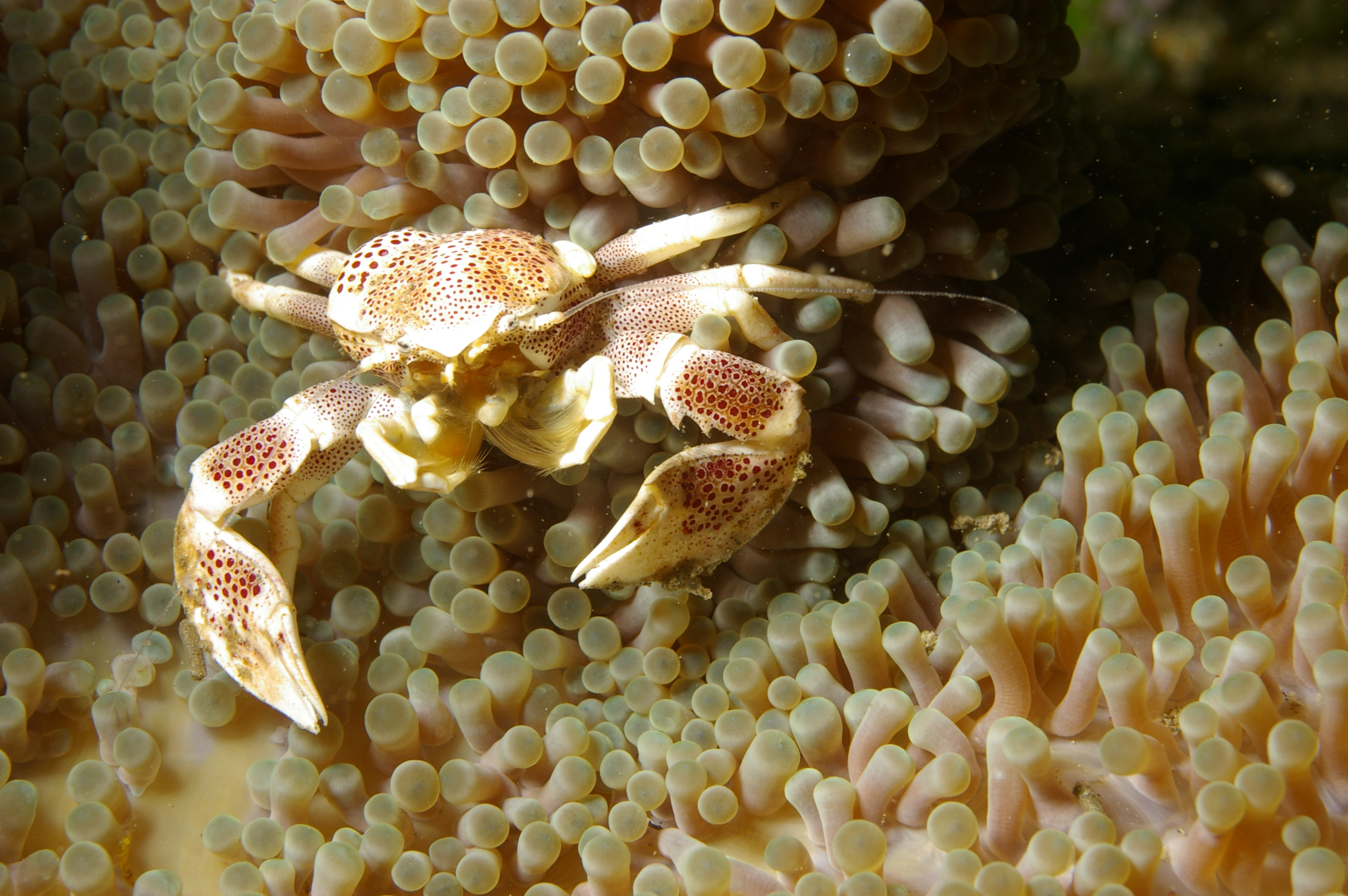
Neopetrolisthes maculatus

Porzellankrebse (Porcellanidae) sind meist kleine Krebse, die mit ihrem ovalen Carapax den Krabben (Brachyura) sehr ähneln. Sie haben längere Fühler als diese. Ein Paar der Mundwerkzeuge ist vergrößert, gefiedert und wird benutzt, um planktonartige Nahrung aus dem Wasser zu filtern. Bei
Porzellankrebsen ist das letzte Beinpaar verkürzt.
Sie leben unter Steinen oder Korallenbrocken in verschiedensten Lückensystemen, als Kommensalen auf Steinkorallen, Weichkorallen, Seeanemonen und Schwämmen und einige Arten assoziiert mit Mangroven.
Porzellankrebse haben oft eine bunte Zeichnung mit einem Fleckenmuster.

## Gattungen
- Aliaporcellana Nakasone & Miyake, 1969
- Capilliporcellana Haig, 1981
- Clastotoechus Haig, 1960
- Euceramus Stimpson, 1858
- Enosteoides Johnson, 1970
- Eulenaios Ng & Nakasone, 1993
- Lissoporcellana Haig, 1978
- Megalobrachuium Stimpson, 1858
- Minyocerus Stimpson, 1858
- Neopetrolisthes Miyake, 1937
- Neopisoma Haig, 1960
- Pachycheles Ward, 1942
- Parapetrolisthes Haig, 1962
- Petrolisthes Stimpson, 1858
- Pisidia Leach, 1820
- Polyonyx Stimpson, 1858
- Porcellana Lamarck, 1801
  - Porcellana platycheles
- Porcellanella White, 1852
- Pseudoporcellanella Sankarankutty, 1961
- Raphidopus Stimpson, 1858
- Ulloaia Glassell, 1938